# Sabine Steinbach
Sabine Steinbach   (Chemnitz, 18 de juliol de 1952) és una nedadora alemanya, especialista en estils, ja retirada, que va competir sota bandera de la República Democràtica Alemanya durant la dècada de 1960.
El 1968 va prendre part en els Jocs Olímpics d'Estiu de Ciutat de Mèxic on va disputar dues proves del programa de natació. Guanyà la medalla de bronze en els 400 metres estils, mentre en els 200 metres estils fou quarta.
En el seu palmarès també destaca el campionat nacional dels 400 metres estils de 1968.